# Filigran cieszyński

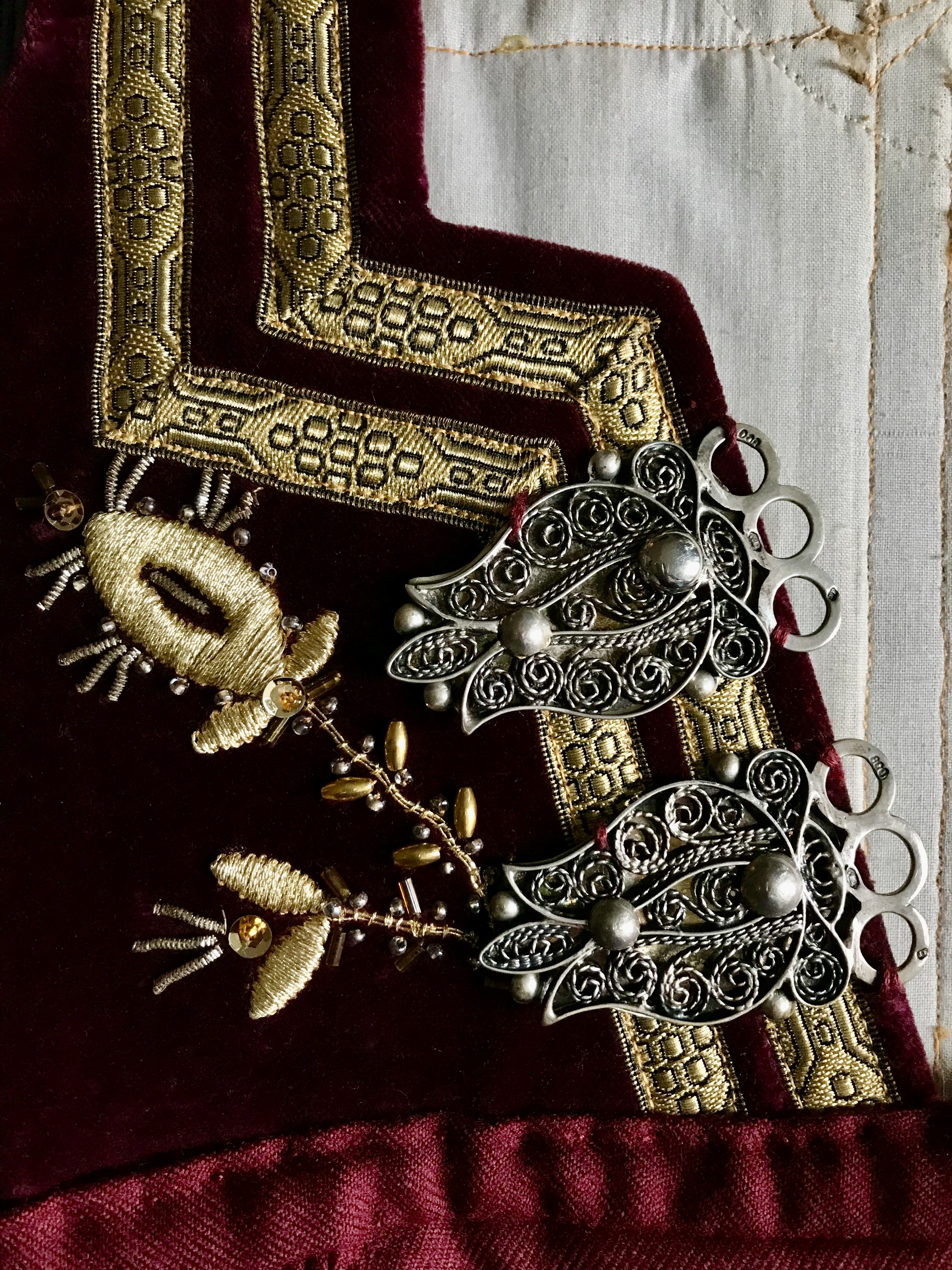
Hoczki w formie tulipana, wykonane w technice filigranu cieszyńskiego i przyszyte do żywotka.

Filigran cieszyński – unikalny sposób wytwarzania biżuterii ze skręconego, wywalcowanego do grubości 0,3 milimetra, srebrnego drutu. Ogół biżuterii występującej w żeńskim, tradycyjnym stroju cieszyńskim, wykonany techniką filigranu wyrabianego na Śląsku Cieszyńskim od XVIII wieku.

## Słowniczek
Słowo filigran pochodzi od łacińskich słów „filum” (nitka) i „granum” (ziarno). Ta unikalna technika łączenia cienkich, pojedynczych drucików, ułożonych w ażurowe motywy znana jest od starożytności.
W kontekście filigranu cieszyńskiego istnieje słownictwo (również gwarowe) nieodzownie związane z tą techniką oraz elementami strojów występujących na Śląsku Cieszyńskim, w których były wykorzystywane zdobienia z filigranu:
- bakwun (nieprawe strzybło) – regionalna nazwa pakfongu / nowego srebra[3]
- hoczek – zapinka służąca do sznurowania np. kobiecego gorsetu, czyli żywotka[4]
- kabat – krótki kaftan występujący w stroju Jacków Jabłonkowskich, który był zdobiony dwoma rzędami knefli[3]
- kamizola – męski kaftan sięgający do pasa występujący w stroju Lachów Śląskich ozdabiany dwoma rzędami knefli[3]
- knefle (knafe) – metalowe guziki najczęściej srebrne, w stroju męskim występujące w stroju cieszyńskim i u Górali Śląskich, a w stroju Jacków Jabłonkowskich i Lachów Śląskich zarówno w stroju męskim, jak i damskim, wykonywane m.in. w technice filigranu[3]
- lajbik (lajbiczek) – stanik z głębokim wycięciem z przodu i z tyłu występujący u Lachów Śląskich, zapinany na hoczki i knefle[3]
- mentyczka – kaftan męski sięgający do bioder występujący u Jacków Jabłonkowskich, bogato zdobiony metalowymi ozdobami[3]
- napierśnik – orpant w stroju cieszyńskim[5]
- nitowanie – łączenie nitami krawędzi lub warstw metalu, które w przypadku cieszyńskiego filigranu było wykorzystywane jako element zdobniczy – wypukłe i okrągłe nity złocono i polerowano[3]
- orpant – ozdobny element stroju, nazwa pochodzi z fr. zwrotu or pend, w kobiecym stroju cieszyńskim zwany napierśnikiem / podpierśnikiem / przodkiem, składający się z łańcuszków, rozet i owalnych wisiorków, w kobiecym stroju jabłonkowskim i laskim, był to rodzaj naszyjnika składający się z łańcuszków (np. z ogniwami wykonanymi w technice filigranu) oraz ozdobnym klamer, w męskim stroju Jacków Jabłonkowskich służył do spinania męskiego kaftanu (mentyczki), składający się z owalnych łańcuszków, dwóch ozdobnych klamer i zapinki[3]
- spencer (szpencer) – w stroju kobiecym jest to kaftan kobiecy, który jest spinany metalową lub srebrną klamrą, a w stroju Lachów Śląskich występuje jako kaftan męski lub kobiecy zapinany na knefle lub dwuczęściową zapinką – sprzenczką[3]
- pukliczek – pukliczki, to złocone i wypolerowane główki nitów, zwykle okrągłe, ale także w kształcie kwiatów lub serca[6]
- spinka – element ozdobny spinający kabotek pod szyją, najczęściej w okrągłym kształcie (lub w kształcie serca), występujący w stroju wałaskim, laskim i góralskim[5][3]
- żywotek – bogato zdobiona górna część sukni w kobiecym stroju cieszyńskim, na przodzie którego przyszywano od czterech do dwunastu hoczków[3]

## Historia
Przełom XVII i XIX wieku był czasem, gdy na terenie Śląska Cieszyńskiego pojawiło się ozdoby metalowe występujące w strojach z tego regionu. Pierwsze wzmianki pochodzą jednak już z XVI wieku i dotyczyły wymieniania poszczególnych ozdób w testamentach, przekazywanych z pokolenia na pokolenie jako pamiątka rodzinna. Lokalni rzemieślnicy sprowadzali srebro (w formie kruszcu) z Wiednia oraz przetapiali srebrne monety. W XVIII wieku upowszechnił się też stop nazywany nowym srebrem, a lokalnie pakfongiem, który był tańszy i trwalszy od srebra. Przy wykonywaniu ozdób do strojów regionalnych korzystano z różnych technik, a głównie: odlewania, wytłaczania, rytu, wycinania, wybijania i filigranu, który zdominował pozostałe techniki. Wyroby z filigranu były efektowniejsze, lżejsze (zawierały mniej materiału i przez to też były tańsze od elementów np. odlewanych). Dużymi ośrodkami wyrobu biżuterii na terenie Śląska Cieszyńskiego był Cieszyn i Jabłonków. Na przykładzie tego pierwszego miasta można potwierdzić zainteresowanie biżuterią ludową na podstawie ilości warsztatów. W XVI wieku na terenie Cieszyna było ich 16, w XVII – 44, a w XIX – 58.
Przełom XIX i XX wieku był okresem gdy filigran stał się techniką dominującą, co wynikało z faktu, że ozdoby z filigranu wymagały mniejszej ilości materiału, przez co były lżejsze oraz tańsze, niż np. odlewane.
Okres I i II wojny światowej oraz lata powojenne źle wpłynęły zarówno na pracę warsztatów rzemieślniczych, jak i na kolekcje ozdób, co wynikało ze zmniejszenia zapotrzebowania, a czasem z konieczności wyprzedaży kolekcji i pamiątek, w tym i ozdób. Po II wojnie światowej zdarzało się, że było zastępowanych przez haftowane akcenty imitujące poszczególne ozdoby (np. imitacja hoczków wyhaftowanych na żywotku). W okresie powojennym wstępował też problem z zakupem surowca, co dla cieszyńskich złotników oznaczało, że aby móc zakupić srebro, konieczna była współpraca z Cepelią.

## Technika i rodzaje filigranu
Technika filigranowa polega na zdobieniu lub wykonywaniu przedmiotów z cienkich drucików, ułożonych w ażurowe kompozycje. Filigranowa biżuteria jest wykonywana z drucików srebrnych i złotych, które są ze sobą skręcane (zazwyczaj po dwa druciki), a w dalszej kolejności są one rozbijane na płasko, a efektem tego jest charakterystyczne ząbkowanie brzegu. W cieszyńskim warsztacie srebro przerabia się na druciki średnicy ok. 0,35 mm, skręca i walcuje. Następnie taki drucik wkładany był do niewielkiej formy – „kontury” i wyginany w różne formy, przeważnie kwiatowe. Przygotowane po obróbce druciki komponowane w ornamenty lub lutowane do podkładu.

### Rodzaje filigranu na podstawie stroju cieszyńskiego
Filigran cieszyński jest związany ze strojami czterech grup etnicznych i ich charakterystycznym ubiorem: cieszyńskim, Jacków Jabłonkowskich, Lachów i Górali Śląskich. Wyrobem ozdób z filigranu zajmowali złotnicy i pasiarze (których głównym przedmiotem rzemiosła były ozdobne pasy).
Największa ilość ozdób metalowych spośród tych, które występowały na Śląsku Cieszyńskim, zdobiła strój Jacków jabłonkowskich. Ten rodzaj stroju zanikł jednak na przełomie XIX i XX wieku. Drugim pod względem ilości i wartości ozdób, bogatym w filigran cieszyński strojem jest strój cieszyński, który najczęściej składał się z: hoczków, pasa, napierśnika, spinki i klamrę (do kaftanów), a całość ozdób mogła ważyć nawet 1,5 kg.
Hoczek, to zapinka służąca do sznurowania kobiecego gorsetu, czyli żywotka. Każda taka zapinka składa się z dwóch części – ozdobnej płytki oraz kółeczek, przez które dawniej przewlekano wstążki do zawiązywania gorsetu. Do jednego gorsetu przyszywano zawsze jednakowe „hoczki”, w liczbie od 4 do 12. Hoczki wytwarzano trzema podstawowymi technikami. Najczęściej używano odlewanych, potem przyszła moda na wytłaczane, a następnie w użytkowanie weszły filigranowe zwane „ręcznymi” lub „filigrańskimi”. Mniej więcej od początku XX w. hoczki służyły już tylko do ozdabiania tego elementu stroju (nie spinały żywotka łańcuszkiem).
Orpant – w stroju cieszyńskim był nazywany napierśnikiem, podpierśnikiem lub przodkiem (z racji jego umiejscowienia) i składał się z czterech ogniowkowych łańcuszków. Do najdłuższego łańcuszka były przymocowane trzy kolejne łańcuszki zawieszone jak festony i zdobiony przez trzy filigranowe rozety oraz owalne wisiorki przymocowane do poszczególnych ogniw łańcuszków.
Klamra – dwuczęściowy, ozdobny element noszony do kobiecych kaftanów, wykonywany metodą odlewania, wytłaczania oraz filigranu. W tej ostatniej technice klamry często były złocone, a ich kształt był kolisty owalny, prostokątny, kwadratowy lub romboidalny. Klamry – ze względu na podobieństwo do hoczków, bywały na nie przerabiane i wyszły z powszechnego użycia po I wojnie światowej.
Najcenniejszą częścią biżuterii cieszyńskiej był pas. Początkowo wykonywano go z płytek o bogatej ornamentyce, odlewanych lub wytłaczanych. Pod koniec XIX w. płytki te zaczęto zastępować dużymi filigranowymi rozetami, połączonymi licznymi łańcuszkami, z których wykonane były także elementy zwisające półokrągło. Ozdobne nity i siatka z łańcuszków urozmaicają ponadto ogniwka zwane „trzepotami” lub „pleszkami”, wypełniające całość pasa.
Spinka jako ozdoba była szeroko rozpowszechniona i występowała w kształcie kolistym z wisiorkiem, ewentualnie w kształcie serca zakończonego ptaszkiem lub koroną. Każda spinka składała się z dwóch elementów – ozdobnej tarczki z doczepionym, małym wisiorkiem oraz z ruchomego kolca, umieszczanego po prawej stronie otworu, który służył do mocowania spinki. Wraz z upływem czasu podstawowa funkcja spinki zanikła i zaczęła występować jako broszka.

## Twórcy filigranu
Spośród twórców filigranu, którzy mieli swoje pracownie na Śląsku Cieszyńskim, przywoływani są następujący artyści-rzemieślnicy:
- Józef Friedrich,
- bracia: Leopold, Karol Maria i Fryderyk Hass,
- Eugeniusz Hass,
- Jan Hoppe,
- Adolf (Franciszek) Horak,
- Józef Kodela,
- Józef Kokotek,
- Augustyn Kopieczek,
- Ignacy Lepszy,
- Wiktor Pieczonka,
- Józef Wallek,
- Kazimierz Wawrzyk,
- Emil Wotke,
- Antoni Wybraniec.

Najbardziej znanym złotnikiem XX w., mistrzem cechowym był Adolf Franciszek Horak, zdobywca Nagrody im. Oskara Kolberga (z 1974 roku). Do jego bardziej znanych dzieł należą: pas dla królowej Belgii Elżbiety, czy pas rektorski dla cieszyńskiej filii Uniwersytetu Śląskiego, a także komplety biżuterii wykonanych dla Państwowego Zespołu Pieśni i Tańca „Śląsk” oraz Państwowego Zespołu Ludowego Pieśni i Tańca „Mazowsze”. Adolf Franciszek Horak posługiwał się znakiem imiennym AH (do II wojny światowej) i FH (po II Wojnie Światowej). Postać mistrza filigranu jest przedstawiona w Izbie Cieszyńskich Mistrzów (inicjatywa Zamku Cieszyn i Urzędu Miasta Cieszyna), w której można niej poznać sylwetki mistrzów-rzemieślników z Cieszyna.
Złotnicy sygnowali swoje wyroby znakami imiennymi, które były najczęściej złożone z inicjałów imienia i nazwiska, umieszczonych w prostokątnej lub owalnej ramce. Taki znak złotniczy miały stały kształt i wielkość i wbijano go znacznikiem nazywanym puncyną lub puncą.

## Wystawy
W latach 2010-2024 filigran był głównym motywem kilku wystaw na terenie Śląska:
- 2011 r. – Ozdoby szykownych prababek, Muzeum Górnośląskiego w Bytomiu[18]
- 2013 r. – Hoczki żywotki kabotki i inne wątki strojem pisane, Zamek Cieszyn w Cieszyn[19]
- 2014 r. – Hoczki, szczytki i orpanty. Strój i biżuteria cieszyńska, Muzeum Częstochowskie w Częstochowie[20]
- 2021 r. – Filigranowe piękno – Cieszyński Ośrodek Kultury Dom Narodowy w Cieszynie[21]
- 2023 r. – Mistrzowski filigran – Muzeum w Gliwicach[22]

## Zbiory muzealne
Kolekcje biżuterii z filigranu znajdują się w kilku muzeach:
- Muzeum Śląska Cieszyńskiego w Cieszynie[23]
- Muzeum Śląskie w Katowicach[24] – kolekcja biżuterii cieszyńskiej znajdującej się w zbiorach Działu Etnografii Muzeum Śląskiego w Katowicach, składa się z 414 obiektów, pochodzących z okresu od przełomu XVII i XVIII wieku do lat 30. XX stulecia[25].
- Muzeum w Gliwicach[26] – kolekcja biżuterii cieszyńskiej, zarówno starszej (przełom XIX i XX w.), noszonej do tzw. stroju ludowego, jak i nowszej (lata 60–70. XX w.) – inspirowanej dawnymi wzorami i technikami, tworzonej przez rzemieślników na zamówienie dla Cepelii[27].
- Muzeum Ustrońskie w Ustroniu[28]
- Państwowe Muzeum Etnograficzne w Warszawie[29]

## Mural
W 2023 roku na północnej elewacji bloku mieszkalnego przy ul. Franciszka Popiołka 2 powstał mural przedstawiający wzór spinki (której autorem był Adolf Franciszek Horak) p.n. „Filigran cieszyński” wykonany przez Dominik Rt, na podstawie projektu graficznego Malof Design. Mural powstał w ramach Budżetu Obywatelskiego Cieszyna, jako jeden z czterech murali wykonanych, w ramach projektu „Murale po cieszyńsku” autorstwa Michała Nowaka.
Mural „Filigran cieszyński” przy ul. F. Popiołka 2 jest miejscem oznaczenia skrzynki geocaching, a jego lokalizacja jest również oznaczona na mapach Google.

## Trivia
W serwisie internetowym YouTube dostępny jest film na kanale Piotra Chlipalskiego (autora filmu), który powstał w ramach wystawy Zamku Cieszyn Tradycja z pasją. Rzemieślnicy Śląska Cieszyńskiego, która jest podsumowaniem projektu „Akademia Tradycyjnego Rzemiosła”. Rozwój oferty turystycznej Euroregionu Śląsk Cieszyński”. Film przedstawia Wiktora Pieczonkę – jubilera tworzącego filigran cieszyński, jego warsztat i jego pracę.
W 2017 r. w mediach ogólnopolskich pojawiła się informacja o tym, że ówczesna premier Polski – Beata Szydło otrzymała i nosiła broszkę (spinkę) wykonaną z filigranu cieszyńskiego. Wzbudziło to duże kontrowersje, co było motywowane dwoma przykładami – tym, że filigran cieszyński jest elementem tradycyjnego stroju cieszyńskiego (i w domyśle, wyłącznie w taki sposób powinien być eksponowany) oraz źródła finansowania prezentu przez darczyńcę – burmistrza Skoczowa.